# Thug

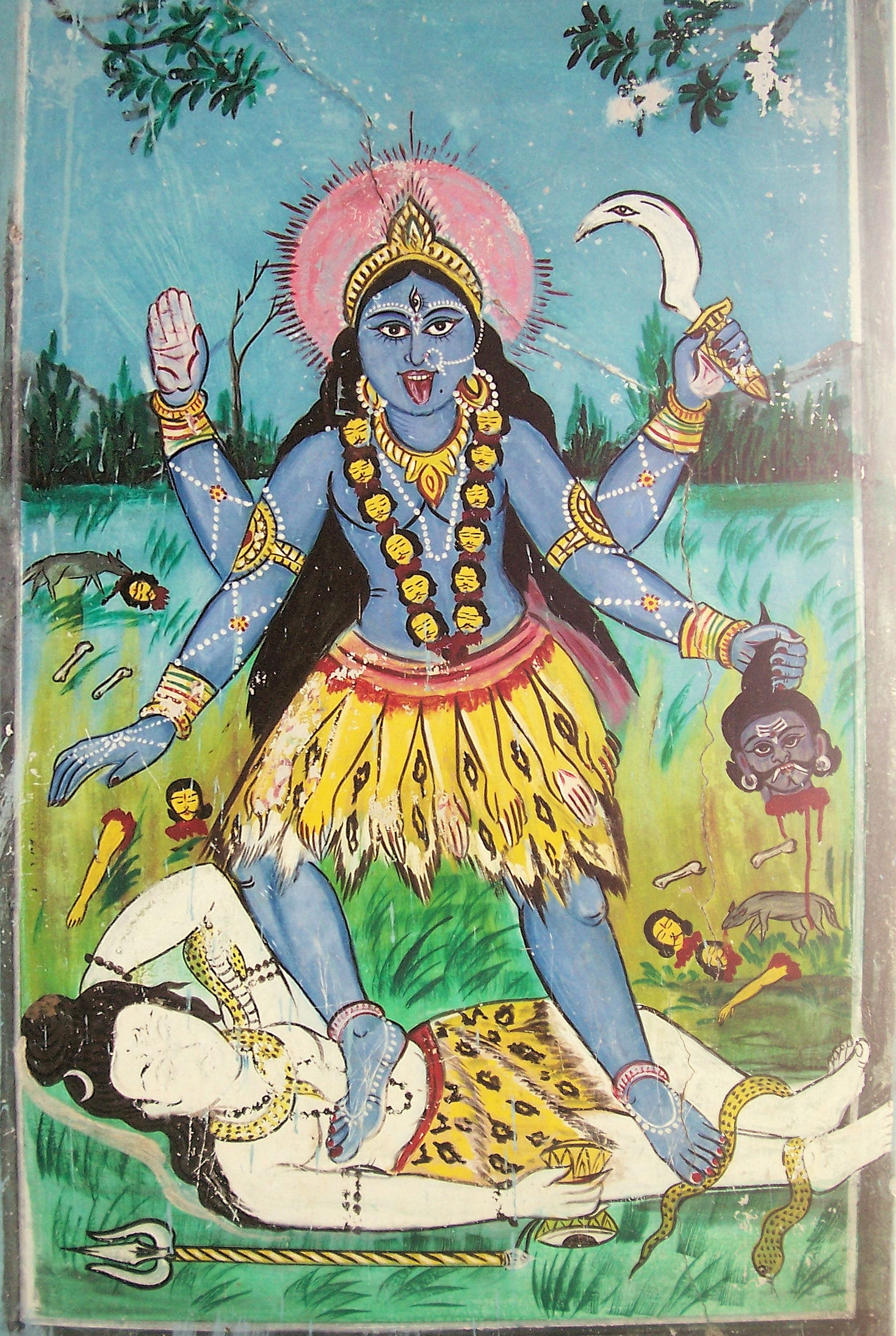
La dea Kālī, venerata dai Thug

Thug (grafia inglese per il termine bengali Thog, che significa "truffatore") è un'antica setta religiosa indiana, i cui appartenenti venivano chiamati Thogi (in inglese Thug(s)). Fino a metà dell'Ottocento erano molto noti e temuti in India per la loro fama di ladri, rapinatori e soprattutto assassini particolarmente abili.
Il loro culto prevedeva l'adorazione della dea Kalì (a volte chiamata anche Bhavani) e veniva espresso tramite sacrifici umani.

## La setta
L'attività principale dei thug era la depredazione di carovane di pellegrini o di mercanti. La loro tecnica consisteva nell'unirsi al gruppo e prestare servizio per conto di essi, vincere la loro diffidenza e conquistarsi la loro fiducia per poi ucciderli nel sonno e derubarli di tutti i loro beni. Gli appartenenti alla setta uccidevano le loro vittime per strangolamento (si dice tramite un laccio, ma pare si trattasse invece di una sorta di sciarpino a fazzoletto, chiamato infatti rumal, che in bengali moderno significa appunto "fazzoletto") e poi nascondevano i loro corpi. A volte le vittime venivano catturate e tenute prigioniere, trasportate in un tempio dedicato alla dea e sacrificate. I riti avvenivano in un clima di festa caratterizzato da musica e danze e da uso di sostanze stupefacenti; secondo la loro cultura infatti ogni morte dedicata alla dea avvicinava la venuta di quest'ultima sulla terra.
A causa del loro grande talento di assassini strangolatori, spesso prestavano servizio come sicari per conto dei potenti: i consistenti compensi per gli omicidi consentivano ai membri della confederazione di finanziare il loro culto, inoltre potevano avvalersi di amicizie e conoscenze altolocate che significavano protezione e garanzia. La situazione peggiorò quando anche alcune importanti personalità indiane cominciarono ad abbracciare il culto della dea sanguinaria Kalì.
Dopo l'invasione dei britannici e la proclamazione dell'India come colonia dell'Impero, i Thug furono subito visti nell'ottica dei criminali e combattuti come tali, ma l'appartenenza alla congrega di nobili signori indiani era largamente diffusa e questo ostacolava le indagini delle milizie di Sua Maestà, in quanto i nobili fornivano protezione e i vari gruppi si concentravano nei territori di questi ultimi, in cui sapevano di essere al sicuro.
In realtà gli appartenenti alla setta si chiamavano Phansigar che in un dialetto indù significa "strangolatori". Quando i britannici giunsero in India, esistevano già da secoli. Secondo un'ipotesi formulata dal generale William Sleeman essi erano i lontani discendenti del misterioso esercito dei Sagartii, citati negli scritti di Erodoto, che si battevano armati di un laccio di cuoio e di un pugnale. Talmente forte fu l'impatto di queste figure sull'immaginario collettivo britannico, che già nella prima metà dell'Ottocento in inglese la parola thug aveva assunto il significato di "delinquente", "tagliagole". Le vittime strangolate venivano fatte a pezzi per l'offerta alla dea Kalì che, essendo protettrice dei più deboli, richiedeva però di risparmiare donne, ciechi, storpi e paria.
Al termine delle razzie, i settari si riunivano per celebrare il Tuponee, una sorta di banchetto rituale a base di gur, lo zucchero di canna grezzo che, dopo la preghiera pronunciata dal capobanda, veniva in parte sotterrato in onore della dea Kalì e in parte distribuito ai partecipanti all'assassinio. I thug erano superstiziosi e consideravano presagi di sventura un serpente che attraversava la strada, un ululato di un lupo o il raglio di un asino. Possedevano un codice segreto chiamato ramasi con cui comunicavano. Per esempio il poggiare una mano sulla bocca significava che non vi erano pericoli, mentre avvicinarla alla gola significava che qualcuno si stava avvicinando. Il codice era tramandato da padre a figlio solo quando questi a dieci-dodici anni era iniziato alla setta.
Secondo il mito di origine della setta, la dea Kālī, all'epoca della creazione, dovette lottare contro un mostro divoratore degli uomini, che Brahmā generava. Lo colpiva con la spada, ma nuovi demoni nascevano da ogni goccia del sangue del mostro. La dea, stanca, si sedette ed asciugò il sudore abbondante con un lembo di stoffa tolto alla sua veste. Poi ella creò dal proprio sudore due uomini e affidò loro il lembo di stoffa con il quale si era asciugata, perché, servendosi di esso, la aiutassero nella lotta: e, infatti, strangolando i demoni con la stoffa, non si sarebbe più sparso del sangue e non sarebbero più nati nuovi demoni.
Alla fine della lotta, la dea vittoriosa, ristabilito l'ordine cosmico, ordina ai due strangolatori di conservare per sempre il lembo usato, di indicarlo per il futuro con il nome segreto di rhuml, e di trasmetterlo in eredità ai propri discendenti, i quali, usandolo, avrebbero strangolato tutti coloro che non appartenevano alla loro famiglia, eccetto le donne, gli asceti mendicanti, i mercanti di olio, i vasai, gli orefici, i conduttori di elefanti, i musici e i maestri di danza. Il diritto di uccidere era quindi divinamente giustificato. È inoltre da rilevare che una particolare venerazione era diretta al piccone con il quale veniva scavata la fossa per le vittime. Esso, detto kadalee, assume, poi, il nome sacro di kusee, e nella leggenda originaria, è uno dei denti della dea Kālī inviato ai Thug perché potessero facilmente scavare il terreno.

## Rituale dell'uccisione
Ciascun membro aveva un ruolo nell'uccisione di una persona. Gli shumshea (coloro che tengono le mani) balzavano sulla vittima bloccandola a terra, mentre il bhuttote (assassino) si toglieva il rumal (la fascia legata in vita) e la asfissiava lentamente. Il compito di liberarsi dei corpi spettava ai belha e ai lughaee. Dopo essere stati privati di tutti i gioielli, gli abiti, le armature e gli effetti personali, le vittime venivano portate via e interrate in luoghi scavati dai belha, in genere in pozzi scavati nel terreno o in buche scavate nel letto di torrenti. Per evitare che i corpi, a causa del caldo, si gonfiassero mentre andavano in decomposizione, i lughaee tagliavano lo stomaco dei cadaveri, toglievano gli occhi, rompevano gli arti e tagliavano la pelle.

## I thug del fiume
Lungo il sacro fiume Gange agivano circa 300 thug che attraevano i pellegrini sulle loro splendide barche. La differenza fondamentale, rispetto agli altri thug, stava nel fatto che le vittime venivano gettate direttamente nel Gange. Un'altra differenza sostanziale stava nella metodologia di attacco. Quando l'obiettivo individuato era sulla barca, quest'ultima partiva in direzione del centro del fiume e, al segnale corrispondente a tre colpi sul ponte, i Thug balzavano sulla vittima e la sopprimevano. Quindi il cadavere veniva piegato all'indietro fino a rompergli la colonna vertebrale e poi veniva gettato nel fiume.

## La distruzione della setta

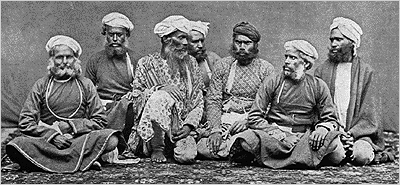
Gruppo di Thug catturati dall'esercito inglese

William Sleeman, vice-governatore, lanciò nel 1830 un'intensa campagna che comprendeva una caccia di fatto agli appartenenti al culto e che prevedeva pesanti interrogatori ai prigionieri (a cui veniva promessa anche la libertà in cambio di informazioni). Nel giro di 7 anni il culto si ridusse notevolmente e si estinse completamente nel giro di pochi anni. È impossibile sapere quando la setta smise di esistere, tuttavia è dato per certo che nel 1890 il culto era già completamente estinto. In realtà la maggior parte delle storie sulla distruzione della fantomatica setta provengono da racconti riportati da ufficiali britannici al servizio dello stesso Sleeman e che non trovano fondamenti certi.
Nel 1904 gli ufficiali britannici scoprirono un complotto organizzato da un gruppo di persone fedeli agli ideali thug, il che causò grande preoccupazione e fece dubitare che il gruppo fosse realmente estinto. Fu solo un caso isolato, ma la mancanza di un ente unico incaricato delle indagini, assieme al fatto che i Thug potevano tranquillamente uscire dall'Impero britannico per non essere ricercati, ha portato alcuni a credere che in realtà il culto si fosse solo ridotto di dimensione senza essere stato sconfitto completamente.
Gli storici tuttavia ritengono le storie sui Thug paragonabili alle tesi che portarono all'Inquisizione, fornendo uno strumento agli ufficiali britannici per poter assoggettare e distruggere legalmente, agli occhi dell'opinione pubblica, qualsiasi possibile forma di resistenza al colonialismo del Regno Unito.

## Controversie
Gli storici attuali sono concordi nell'affermare che il mito dei Thug fu piuttosto un'estremizzazione di alcuni gruppi realmente esistenti, che presentavano alcune caratteristiche come il banditismo e il brigantaggio, volutamente demonizzati dai britannici. La storia dei Thug viene vista in questo senso come uno dei casi più chiari di costruzione di un mito in senso orientalista.

## Influenza nella cultura di massa
Diversi autori della letteratura di genere hanno preso spunto dalla storia dei Thug per creare dei personaggi di fantasia (quasi sempre i thug hanno ricoperto la funzione narrativa di antagonista). Un breve e non esaustivo elenco è riportato qui di seguito.

### Narrativa
- Il giro del mondo in 80 giorni di Jules Verne (1873);
- Seguendo l'Equatore di Mark Twain (1897), reportage di viaggio;
- L'ebreo errante di Eugène Sue (1845);
- I misteri della jungla nera (1895), Le due tigri (1904) e I pirati della Malesia (1896), di Emilio Salgari;
- L'uomo difforme (The Crooked Man) di Arthur Conan Doyle, romanzo della serie di Sherlock Holmes;
- Fuga nel Sole di Barbara Cartland;
- nella collana di libri italiana di Ulysses Moore, che cita molti racconti e leggende, un ragazzo di nome Larry Huxley utilizza come soldati i thug armati di anelli di ferro per strangolare le persone.
- "Quando il cuore comanda" di Suzanne Enoch

### Fumetti
- In una storia della collana di Tex il protagonista si trova a dover fronteggiare un gruppo di Thugs fuggiti dall'India e rifugiatisi in America. La storia è compresa negli albi La caverna dei thugs (n° 312), Gli strangolatori (n° 313) e Labirinto mortale (n° 314).
- I Thugs appaiono nei numeri 53 e 54 in Zagor, dove braccano un ex-ufficiale inglese trasferitosi a Darkwood, che in passato li aveva combattuti, e negli albi 444, 445 e 446, dove al servizio della strega Dharma e del rajah Kubal Singh vanno alla ricerca del mitico amuleto di giada cacciando nel frattempo il fakiro Ramath, amico di Zagor.
- Nel n. 253 uscito l'aprile del 2003 di Martin Mystère si parla della "spietata setta dei thugs in agguato nelle strade di Calcutta, alla ricerca di vittime da sacrificare alla loro sanguinaria divinità..."
- Nel numero 89 della collana Le storie, intitolato La giungla nera, compaiono due invecchiati Sandokan e Yanez che a Calcutta aiutano il giovane ispettore inglese Alan Cuthybeart ad indagare su una catena di omicidi commessa da un gruppo di Thugs.
- Nei numeri 1096 e 1097 del 28 novembre e del 5 dicembre 1976 di Topolino, i Thugs vengono impersonati dai Bassotti per la storia "Sandopaper e la perla di Labuan".
- Mister No si scontra con i Thug nella storia omonima avente a protagonista il potente Surat Khan e suddivisa in 4 albi (139-143) uscita tra dicembre 1986 e aprile 1987.

### Cinema
- Gunga Din (1939);
- Il giro del mondo in 80 giorni (1956), nel quale i compagni di viaggio del protagonista David Niven vengono rapiti dai Thug;
- Gli strangolatori di Bombay di Terence Fisher (1960);
- I misteri della giungla nera di Luigi Capuano (1965);
- Indiana Jones e il tempio maledetto di Steven Spielberg (1984), si vedono alcuni sacrifici umani da parte dei Thug in onore alla dea Kalì;
- Sul filo dell'inganno (The Deceivers) (1988), film ambientato in India nel 1825 con Pierce Brosnan nella parte di un capitano inglese che si infiltra nella setta per trovare le prove e distruggerla;
- Sangharsh (1999), film indiano che riguarda la setta;
- nel film Aiuto! del 1965 è inoltre presente una parodia dei Thug nei seguaci della dea Kaili che vogliono impossessarsi di un sacro anello al dito di Ringo Starr.

### Televisione
- Sandokan, serie televisiva del 2000, basata sui primi romanzi del Ciclo della Malesia di Emilio Salgari, non sui due romanzi sopra citati che hanno i Thug come protagonisti, che si situano ad un'epoca posteriore del ciclo. I Thug riappaiono anche nei due seguiti Sandokan - la tigre ruggisce ancora e Sandokan - Le due tigri. In tutte queste serie nemico ricorrente è il sacerdote di Kalì Suyodhana, dotato di poteri magici;
- Highlander - IV stagione, episodio 9 - La collera di Kalì.
- Grimm, nella puntata della quarta stagione Strada di lacrime. Nella puntata dei Phansigar, wesen responsabili di alcuni rapimenti, facevano parte della setta dei Thug dedita a Kalì che ogni tre anni rapiva una giovane coppia per sacrificarla alla dea e le uccideva strangolandoli con le loro lingue.

### Musica
- Thugz Mansion, canzone di Tupac Amaru Shakur tratta dall'album Better Dayz (2002)
- Bambie Thug, cantautrice irlandese, utilizza il termine "ouija pop" per descrivere la sua musica